# Sungai Karang (Vii Koto Ilir)
Sungai Karang is een bestuurslaag in het regentschap Tebo van de provincie Jambi, Indonesië. Sungai Karang telt 1734 inwoners (volkstelling 2010).